# Wadsleyita
La wadsleyita es un mineral de la clase de los silicatos, y dentro de esta pertenece a los sorosilicatos, grupo del olivino. Fue descubierta en 1982 analizando el meteorito "Peace River" que en 1963 explotó sobre el cielo de Alberta (Canadá), siendo nombrada así en honor de David A. Wadsley, químico cristalógrafo australiano. Un sinónimo es su clave: IMA1982-012.

## Características químicas
Es un silicato anhidro de magnesio, con moléculas de sorosilicato con cationes en octaedros, que cristaliza en el sistema cristalino ortorrómbico, habiéndose comprobado que cuando se hidrata cambia al monoclínico prismático. Es un polimorfo de la forsterita (ortorrómbico) y de la ringwoodita (isométrico), de igual composición química que la wadsleyita pero que crstalizan en otros sistemas cristalinos. Además de los elementos de su fórmula, suele llevar como impurezas: cromo, manganeso, níquel, calcio y cinc.

## Formación y yacimientos
Encontrado en vetas del meteorita "Peace River", al parecer formado como consecuencia de un impacto extraterrestre, que transformó el olivino original del meteorito al chocar contra otro objeto. Se sabe que debe ser estable y probablemente la fase más abundante en la zona de transición del manto terrestre superior, entre los 400 km y los 525 km de profundidad. Suele encontrarse asociado a otros minerales como: majorita, ringwoodita, olivino, ortopiroxeno, plagioclasa, aleaciones hierro-níquel o troilita.